# Kermoroc’h
Kermoroc’h (bret. Kervoroc'h) – miejscowość i gmina we Francji, w regionie Bretania, w departamencie Côtes-d’Armor.
Według danych na rok 1990 gminę zamieszkiwało 268 osób, a gęstość zaludnienia wynosiła 44 osoby/km² (wśród 1269 gmin Bretanii Kermoroc’h plasuje się na 961. miejscu pod względem liczby ludności, natomiast pod względem powierzchni na miejscu 986.).